# Jacob Fatu
Jacob Parmar Fatu (1990. április 18. –) amerikai pankrátor. A WWE- vel áll szerződésben, ahol a jelenlegi United States bajnok az első regnálásában. A Major League Wrestlingben (MLW) eltöltött idejéről is ismert, ahol egyszeri MLW National Openweight bajnok és egyszeres nehézsúlyú világbajnok volt, és az utóbbi cím történetének leghosszabb uralkodásának rekord tartjója 819 napos regnálásával.

Fatu az Anoaʻi profi birkózó család tagja. Sam Fatu fia, Rikishi és Umaga unokaöccse. Ő Journey Fatu  bátyja. Fatut nagybátyja, Rikishi képezte ki, és 2012 és 2019 között különböző promóciókban birkózott az indy-ben, mielőtt aláírt volna az MLW-hoz. 2024 elején elhagyta az MLW-t, és még abban az áprilisban aláírt a WWE-vel, hivatalosan júniusban debütált az Anoaʻi családhoz tartozó birkózó csapat, a The Bloodline tagjaként.

## Profi birkózó karrier

### Kezdeti karrier (2012-2019)
Jacob Fatu-t Solofa Jr. képezte ki. 2012-ben győzelemmel debütált, csapatban rokonával, Black Pearl-el. A 2013-2015ös éveket főleg azzal töltötte, hogy kaliforniai indy-kben birkózótt, az esetek többségében az Anoa'i család tagjaival. 2018-ban először utazott Mexikóba a The Crash gálára egy trios meccsre, ahol vereségett szenvedett Octagón és Blue Demon Jr. ellen.

### Major League Wrestling (2019-2024)
2019. Január 17-én Fatu aláírt az MLW-hoz, Samu és Lance Anoa'i rokonait követve. Február másodikán debütált egy nem TV-s meccsen. Fatu és gyakori tag team partnere, Josef Samael március másodikán debütáltak a TV-ben, amikor megtámadták az MLW nehézsúlyú bajnokot, Tom Lawlor-t a Low Ki elleni ketres meccse után, és Simon Gotch-al kiegészülve megalakították a Contra Unit nevezetű csapatot.
Július 6-án, a Kings of Colosseum gálán Fatu legyőzte Lawlor-t, megszerezve ezzel az MLW nehézsúlyú bajnoki címét. Később, augusztus 31-én egy Fusion epizódon a Lawlor elleni visszavágón megvédte a bajnoki címet. November 2-án Fatu az MLW történelmének első pay-per-view-ján, a Saturday Night SuperFight-on főmérkőzést vívott, LA Park-ot legyőzve megvédte világbajnoki címét. A regnálása alatt sikeresen megvédte az övet olyan kihívók ellen, mint Brian Pillman Jr., Davey Boy Smith Jr., ACH, Calvin Tankman és Matt Cross. Végül Alex Hammerstone tudta legyőzni őt az övért 2021. június 7-én, egy olyan mérkőzésen, ahol Alex MLW National Openweight öve is terítékre került. Fatu regnálása 819 napig tartott. November 17-én a Contra Unit vereséget szenvedett Hammerstone csapatával szemben egy War Chamber meccsen, ezzel lezárult Fatu és Alex rivalizálása.
Fatu ezek után egy karakter átdolgozáson ment keresztül, többek között face turnt vett. Volt Contra Unit csapattársaival, Mads Krule Krüggerrel és Ikuro Kwonnal rivalizálásba kezdtek. 2022 elején Fatu és Mads több mérkőzést is vívott egymás ellen Fusion adásokon, a győzelmeket megosztották. Április 28-án az Intimidation Games gálán Fatu-nak nem sikerült visszanyernie a nehézsúlyú bajnoki övet egy Triple Treath meccsen, aminek Mads szintén részese volt. Viszályuk július 14-én ért véget egy Weapons of Mass Destruction mérkőzésen a Kings of Colosseum gálán, ahol Fatu győzedelmeskedett. November 3-án a Battle Riot IV-en Fatu megnyerte a 40 fős Battle Riot mérkőzés, megnyerve ezzel az arany jegyet, ami egy világbajnoki cím mérkőzésre váltható be bárhol, bármikor. 2023 március 21-én kapta meg a meccsét az övért a Fusion-ön, de nem sikerült megnyernie a bajnoki címet.
Április 6-án a War Chamber-ön Fatu legyőzte John Hennigant, megszerezve az MLW National Openweight övet. Rickey Shane Page ellen veszítette el szeptember 3-án a Fury Road-on. 2024. február elsején Rikishi bejelentette, hogy Fatu már szabadon igazolható, miután az 5 éves szerződése lejárt a céggel. Az utolsó meccsét az MLW-ben február 17-én vívta egy Baleki Brawl meccsen, ahol régi riválisa, Mads legyőzte őt.

### New Japan Pro Wrestling (2024)
2024. január 13-án a Battle in the Valley-n Fatu debütált a New Japan Pro Wrestling-ben, Shota Umino és Fred Rosser csapattársa ként, ahol legyőzték a Team Filthy-t (Tom Lawlor és a West Coast Wrecking Crew, Jorel Nelson és Royce Isaacs csapatát).

### WWE (2024-napjainkig)
A WWE-hez igazolása előtt tervben volt, hogy Fatu megjelenik a RAW is XXX gálán a Roman Reignsnek tartott ceremónián, de az MLW-val való jogi gondok miatt ez nem valósult meg.
2024. április 7-én lehozták a hírek, hogy Fatu aláírt a WWE-hez. Fatu június 21-én egy Smackdown adáson debütált, ahol megtámadta Kevin Owens-t, Randy Orton-t és Cody Rhodes-t, csatlakozva a kuzinja által vezetett The Bloodline csapathoz, ismét heel szerepet felvéve. Július 6-án, a Money in the Bank-en debütált a ringben egy 6 emberes tag team meccsben Sikoa és Tama Tonga oldalán, ahol legyőzték Rhodes, Orton és Owens csapatát. Az augusztus 2-ai Smackdown-on Fatu és Tonga legyőzték a DIY (Johnny Gargano és Tommaso Ciampa) csapatát, és megszerezték a WWE Tag Team bajnoki címeket. Augusztus 23-án Fatu az övét átadta Tonga Loa-nak, hogy Sikoa személyes végrehajtója legyen. Október 5-én a Bad Blood-on egy Jimmy Uso általi bezavarás után Fatu és Sikoa vereséget szenvedtek Rhodes és Reigns csapatával szemben, amely egyben Fatu első veresége volt a cégben. November 2-án a Crown Jewel-on Fatu, Tonga és Sikoa legyőzték a Bloodline eredeti formácioját (Reigns és az Uso ikrek) egy 6 emberes tag team meccsben. November 30-án a Survivor Series: War Games-en Fatu Bronson Reed és a Bloodline oldalán vereséget szenvedett az eredeti Bloodline, Sami Zayn és CM Punk csapata ellen egy WarGames meccsen.
Miután Sikoa elveszítette a "törzsfőnöki címét" és az Ula Fala-t Roman Reigns ellen az első, Netflix-en sugározott RAW adáson, Fatu egy rivalizálásba kezdett Braun Strowman ellen, amely 1 hónappal korábban, a 2025. január 17-ei Smackdown epizódon kezdődött. 2025. január 25-én a Saturday Night's Main Eventen Strowman diszkvalifikációval legyőzte Fatu-t, miután Fatu meglökte a bírót. 
Fatu 2025-ben először vett részt egy Rumble meccsben, ahol 4 részvevőt is kiejtett (ezzel Roman Reigns mellett ő ejtette ki a legtöbb embert), mielőtt Strowman kiejtette őt, ezzel élesítve a viszályukat.

## Magánélet
Fatu-t letartóztatták rablásért 18 éves korában. A profi birkózó válási  motivációjának azt a pillanatot vallja, amikor kuzinjait, Jonathan-t és Joshua-t (az Uso ikreket) egy börtöni TV-ben látta birkózni.
Fatu-nak hét gyermeke van.

## Bajnoki címek és eredmények
- All Pro Wrestling
  - APW Universal Nehézsúlyú bajnok (1x)
  - APW Worldwide Internet bajnok (1x)
  - APW Tag Team bajnok (1x)
- DEFY Wrestling
  - DEFY Tag Team 8XGP Tag Team bajnok (1x)
- ESPN
  - Az év debütálása (2024)
- House of Glory
  - House of Glory Nehézsúlyú bajnok (1x)
- LIT Wrestling
  - LIT Knuck If Ya Buck bajnok (1x, legelső)
- Major League Wrestling
  - MLW Nehézsúlyú bajnok (1x)
  - MLW National Openweight bajnok (1x)
  - Battle Riot (2022)
- PCW Ultra
  - PCW ULTRA Nehézsúlyú bajnok (1x)
  - PCW ULTRA Tag Team bajnok (1x)
- Pro Wrestling Illustrated
  - Az év faction-je (2024)
  - A 2020-as év birkózóinak top 50p-as listáján 20. helyezés
- West Coast Pro Wrestling
  - WCPW Nehézsúlyú bajnok (1x)
- WWE
  - WWE Tag Team bajnok (1x)
  - WWE United States bajnok (1x)

## Fordítás
Ez a szócikk részben vagy egészben  a   Jacob Fatu című angol Wikipédia-szócikk fordításán alapul.  Az eredeti cikk szerkesztőit annak laptörténete sorolja fel. Ez a jelzés csupán a megfogalmazás eredetét és a szerzői jogokat jelzi, nem szolgál a cikkben szereplő információk forrásmegjelöléseként.